# Préhy
Préhy – miejscowość i gmina we Francji, w regionie Burgundia-Franche-Comté, w departamencie Yonne.
Według danych na rok 2010 gminę zamieszkiwały 134 osoby, a gęstość zaludnienia wynosiła 9,6 osoby/km².